# Barbacana de Cracòvia
La barbacana de Cracòvia (en polonès: Barbakan Krakowski) és una barbacana, un lloc fortificat abans connectat amb les muralles de la ciutat. És una porta històrica que porta al nucli antic de Cracòvia, Polònia. La barbacana és una de les poques relíquies que queden de la complexa xarxa de fortificacions i barreres defensives que antigament encerclava la ciutat reial de Cracòvia al sud de Polònia. Actualment serveix com a atracció turística i lloc per a diverses exposicions.
Avui la Barbacana està sota la jurisdicció del Museu Històric de la Ciutat de Cracòvia. Els turistes poden recórrer el seu interior amb les seves exposicions que descriuen el desenvolupament històric de les fortificacions a Cracòvia.

## Història

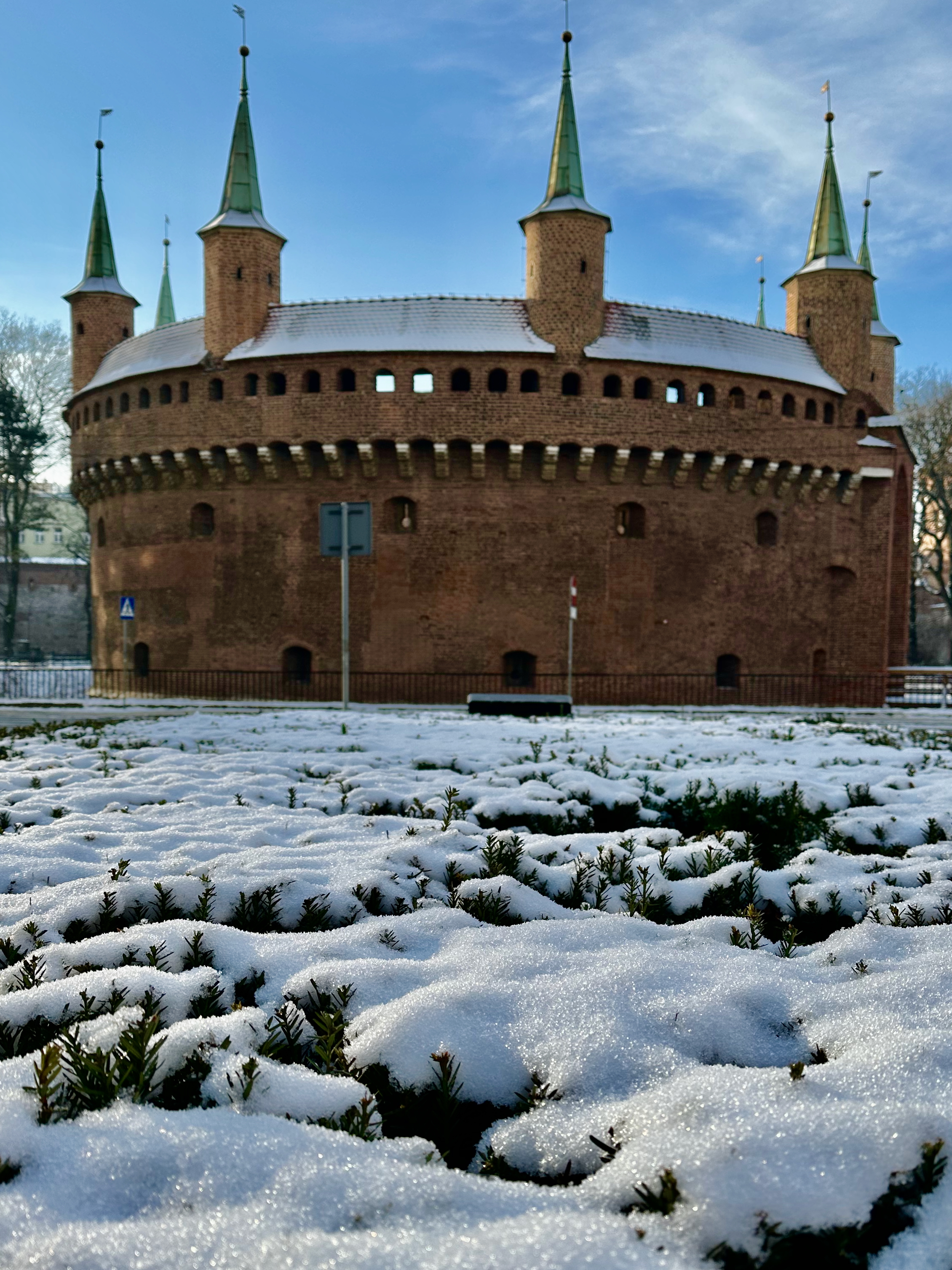
La Barbacana des de la plaça Jana Matjeki

La barbacana d'estil gòtic, construïda al voltant de 1498, és un dels tres únics baluards fortificats que encara es conserven a Europa i el millor preservat. Es tracta d’una estructura cilíndrica de maó amb fossat, un pati interior de 24,4 metres de diàmetre i set torres. Les seves parets de 3 metres de gruix contenen 130 eixos. La barbacana estava originàriament unida a les muralles de la ciutat per un passadís cobert que passava per la Porta de Sant Florià i servia de punt de control per a tots els que entraven a la ciutat.
Els polonesos van construir la barbacana tement un atac de l'⁣Imperi Otomà després de la derrota del rei Joan I Albert a la batalla del bosc de Cosmin i en el seu camí cap a Polònia a Bucovina on 5.000 soldats polonesos van ser assassinats pels turcs. Després d'aquestes successives derrotes, els tàrtars i els otomans, amb l'ajuda del seu vassall Esteve de Moldàvia, van envair els racons del sud-est de Polònia. Això va tenir lloc a la primavera de 1498: després de creuar el Dnièster, els invasors van saquejar Rutènia Roja i Podòlia, capturant fins a cent mil persones i arribant fins a Przeworsk. Les muralles de Cracòvia es van reforçar i es van construir fortificacions addicionals com la Barbacana per defensar la ciutat en cas que els otomans hi arribessin durant la guerra polonesa-otomana de 1485-1503.
La barbacana va participar en la defensa de Cracòvia el 1587 contra el setge de Cracòvia (1587) de Maximilià III, arxiduc d'Àustria, en el setge de Cracòvia (1655) i el setge de Cracòvia (1657), i les tropes russes durant el Guerra russa de 1792.
L'edifici estava amenaçat d'enderrocament a principis del segle XIX. No obstant això, el 1817 dos senadors de la Ciutat Lliure de Cracòvia, Feliks Radwanski i Jan Librowski, van convèncer el Senat de preservar la barbacana i altres parts de les antigues fortificacions.

## Disseny

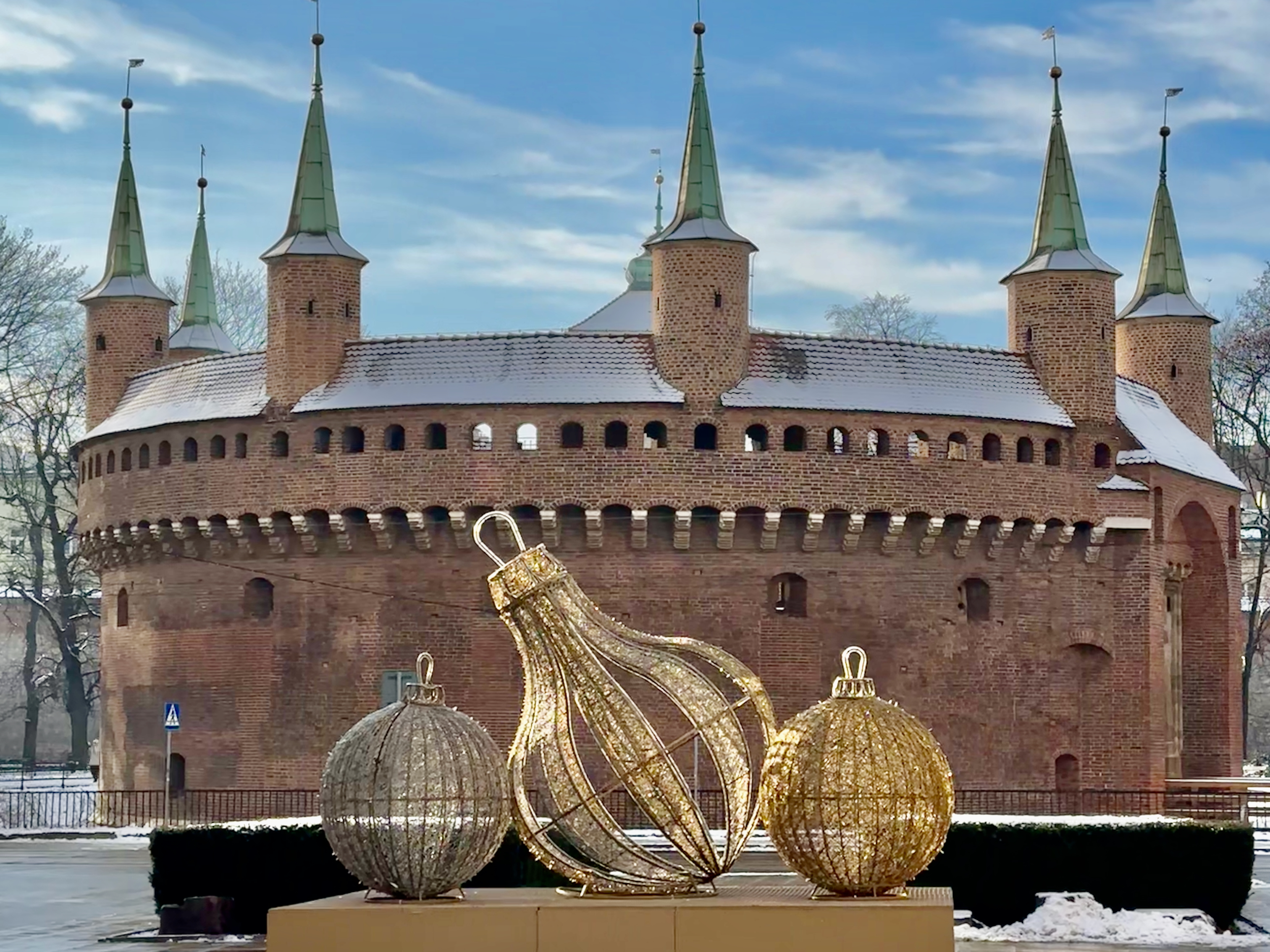
La Barbacana per Nadal

La barbacana era originàriament una gran torre circular amb un espai interior obert amb un diàmetre de 25 m. Estava construït amb maó i pedra i tenia quatre pisos d'alçada. Tenia set torres de vigilància. Les parets eren unes 3 m a la seva base i 0,5 m a la part superior. La porta exterior de la barbacana, la porta de Kleparz, estava protegida per un gran fossat semicircular 26 m d'ample i 6 m de profunditat.

## Característiques
Considerada una obra mestra de l'enginyeria militar medieval, la fortalesa circular de la Barbacana de Cracòvia es va afegir a les fortificacions de la ciutat al llarg de la ruta de la coronació a finals del segle xv, basant-se en l'estratègia defensiva més àrab que europea. A la seva paret oriental, una tauleta commemora la gesta d'un burgès de Cracòvia, Marcin Oracewicz, que, durant la Confederació de Bar, va defensar la ciutat contra els russos i va disparar al seu coronel Panin, segons una llegenda, fent servir un botó de czamara en comptes d'una bala.